# Sebastián de Milán
San Sebastián o Sebastián de Milán  (en latín: Sebastianus; Narbona, 256-Roma, 288) fue un tribuno militar del ejército romano, santo y mártir venerado por la Iglesia católica y la Iglesia ortodoxa que vivió en el siglo III.
Nacido en Narbo Martius (hoy Narbona) en Galia, Sebastián fue militar y recibió el apoyo de los emperadores Diocleciano y Maximiano, que le nombraron centurión y jefe de la cohorte, desconociendo su religión. Durante la persecución de Diocleciano, fue ejecutado por haber apoyado a sus correligionarios.
Sebastián sigue siendo un santo conocido, especialmente en el deporte, y también se le ha invocado históricamente para luchar contra la peste y las epidemias en general.
En las Iglesias católica y ortodoxa, San Sebastián es titular de numerosos patronazgos. Su fiesta litúrgica es el 20 de enero.
En Occidente, ha sido objeto de numerosas representaciones artísticas desde el Renacimiento.

## Biografía

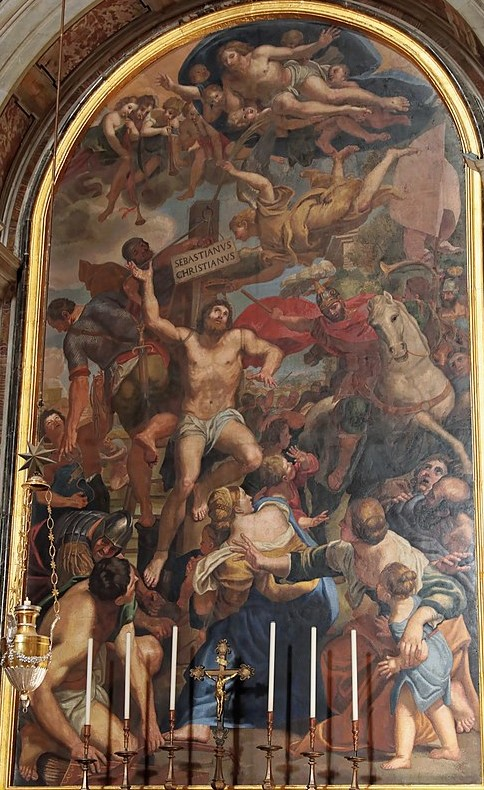
Martirio de San Sebastián pintado en Múnich.

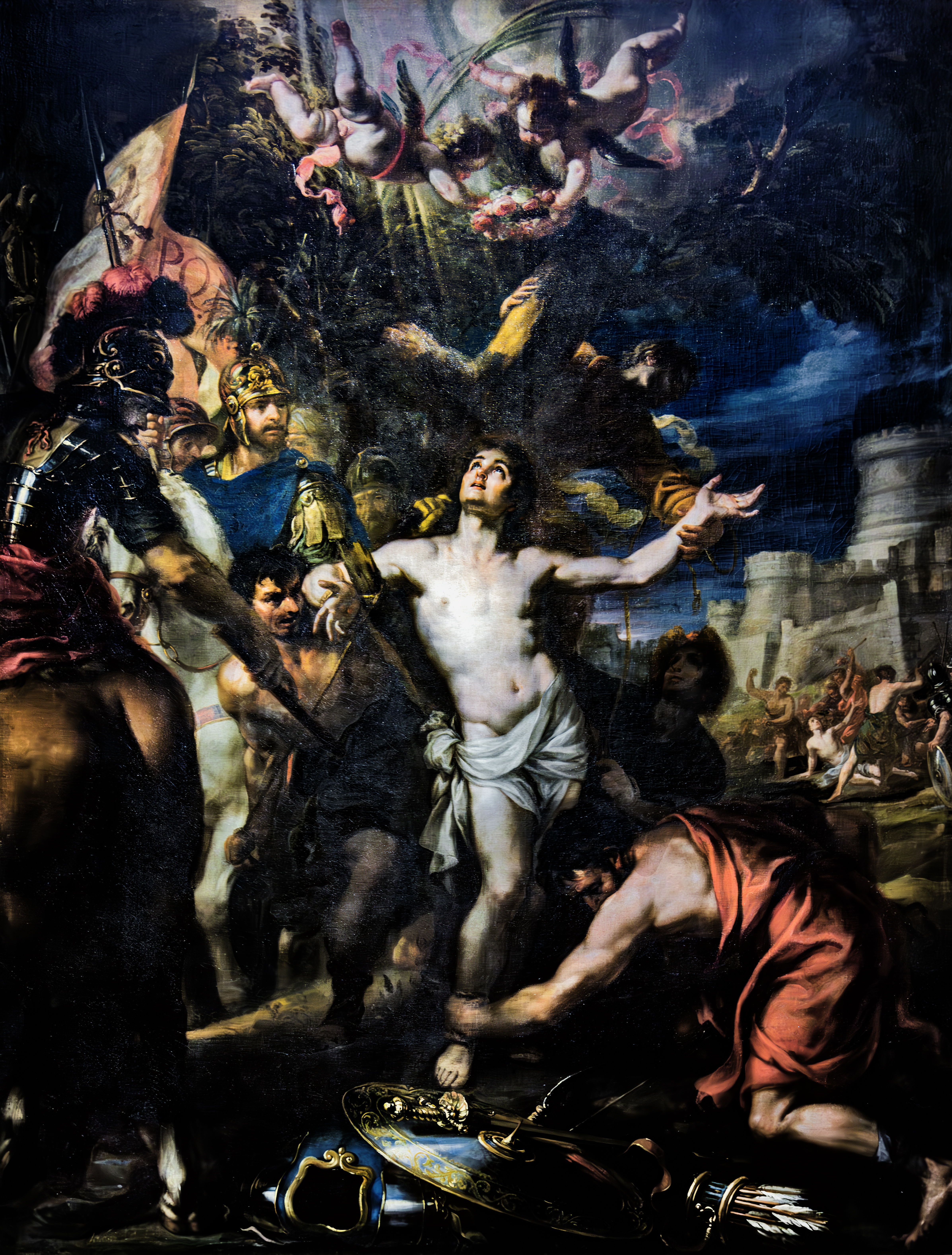
Martirio de San Sebastián pintado por Sebastián Muñoz en 1687.

Nació en Narbona (entonces parte del imperio romano, actualmente Francia) en el año 255, pero se educó en Milán. Cumplía con la disciplina militar, pero no participaba en los sacrificios paganos por considerarlos idolatría. Como cristiano, ejercitaba el apostolado entre sus compañeros, visitando y alentando a otros cristianos encarcelados por causa de su religión. Acabó por ser descubierto y denunciado al emperador Maximiano (cogobernante del imperio con Diocleciano), quien lo obligó a escoger entre su condición militar y su fe religiosa.
Sebastián eligió seguir siendo cristiano. Decepcionado, el emperador lo amenazó de muerte, pero Sebastián se mantuvo firme en su fe. Enfurecido, lo condenó a morir. Los soldados del emperador lo llevaron al estadio, lo desnudaron, lo ataron a un poste y lanzaron sobre él una lluvia de flechas, dándolo por muerto. Sin embargo, sus amigos se acercaron y, al verlo todavía con vida, lo llevaron a casa de una noble cristiana romana, Santa Irene —viuda del funcionario mártir San Cástulo—, que lo mantuvo escondido y le curó las heridas, hasta que quedó restablecido.
Sus amigos le aconsejaron que se ausentara de Roma, pero Sebastián se negó rotundamente. Se presentó ante un emperador desconcertado, ya que lo daba por muerto, y le reprochó enérgicamente su conducta por perseguir a los cristianos. Maximiano mandó que lo azotaran hasta morir, y los soldados cumplieron esta vez la misión sin errores, tirando su cuerpo en un lodazal. Los cristianos lo recogieron y lo enterraron en la Vía Apia, en la célebre catacumba que lleva el nombre de San Sebastián. Murió en el año 288.

## Veneración
La veneración a San Sebastián es muy antigua y está muy extendida. Es invocado contra la peste y contra los enemigos de la religión, y además es llamado "el Apolo cristiano", ya que es uno de los santos más reproducidos por el arte en general.
Los primeros cristianos de Roma perseguidos llegaron a las islas del Mediterráneo y traían con la fe cristiana su devoción al mártir Sebastián.
Su fiesta se celebra el 20 de enero y ha estado siempre unida a la de san Fabián, en la festividad de los Santos Mártires.

## Representaciones
San Sebastián es posiblemente uno de los santos más representados de la Iglesia católica. El mundo del arte se nutre frecuentemente con obras pictográficas y esculturas que realzan la aceptación de su destino y la redención por parte de los ángeles.
En las representaciones del primer milenio viste la clámide militar como correspondía a su cargo, y siempre imberbe. Durante el gótico, aparece con armadura de mallas a la moda de la época, pero pronto aparece con el rico traje de los nobles palatinos de entonces y generalmente con barba. Desde ese momento es mucho más frecuente representarlo semidesnudo en el momento de ser asaeteado. El atributo antiguo es la corona de flores en la mano. El atributo personal, desde la Edad Media, es una saeta y el arco entre sus manos.

Desde el siglo XV los artistas han preferido presentarlo desnudo, joven e imberbe, con las manos atadas al tronco de un árbol que tiene detrás y ofreciendo su torso a las saetas del verdugo. Muchos artistas lo han representado; entre ellos cabe destacar la escultura de Alonso Berruguete conservada en el Museo Nacional de Escultura de Valladolid y la pintura del Greco El martirio de san Sebastián, una de las obras más realistas de este pintor, que se encuentra en el Museo catedralicio de Palencia.

Algunas representaciones de san Sebastián por pintores del Renacimiento
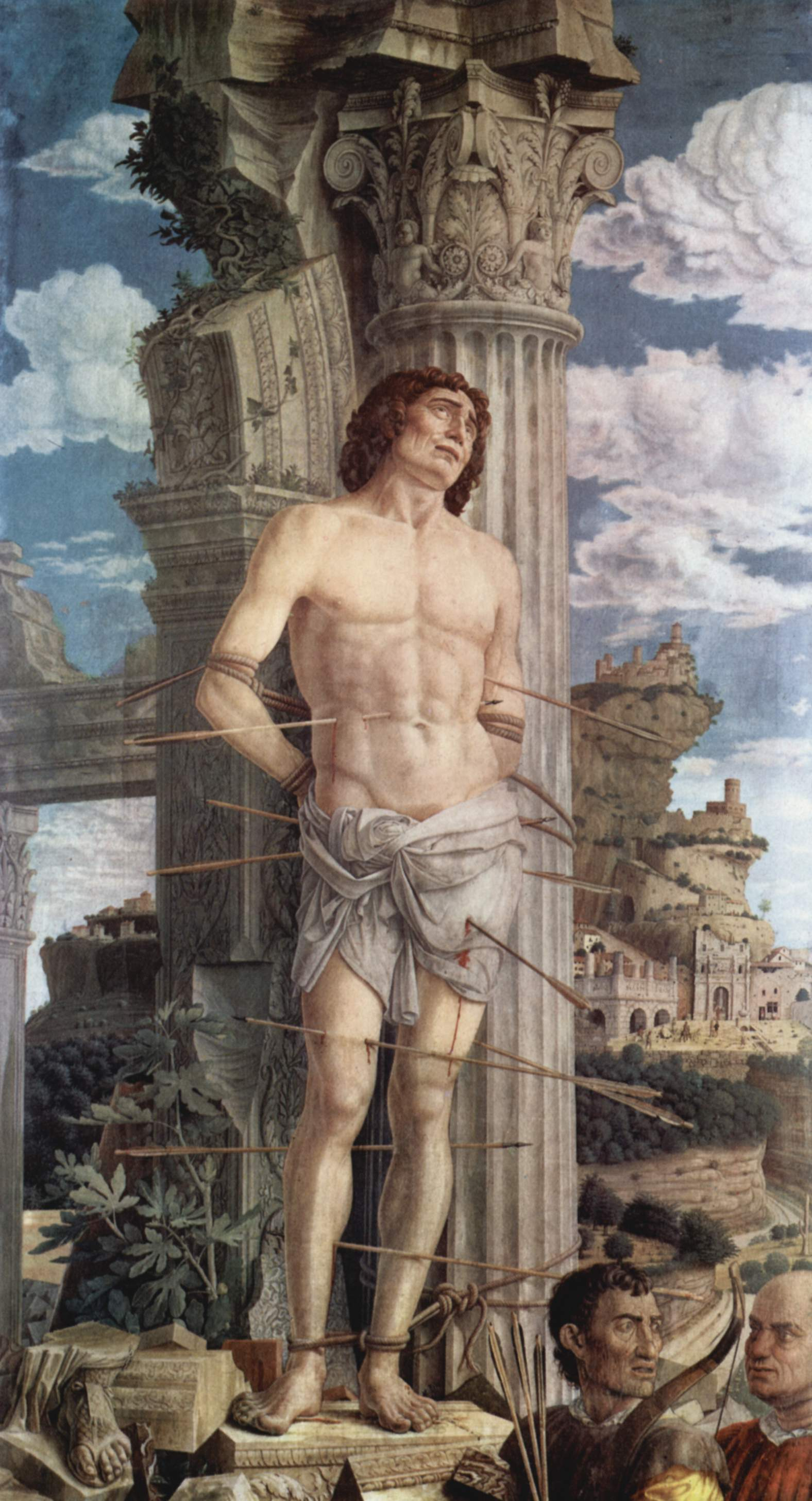
Mantegna
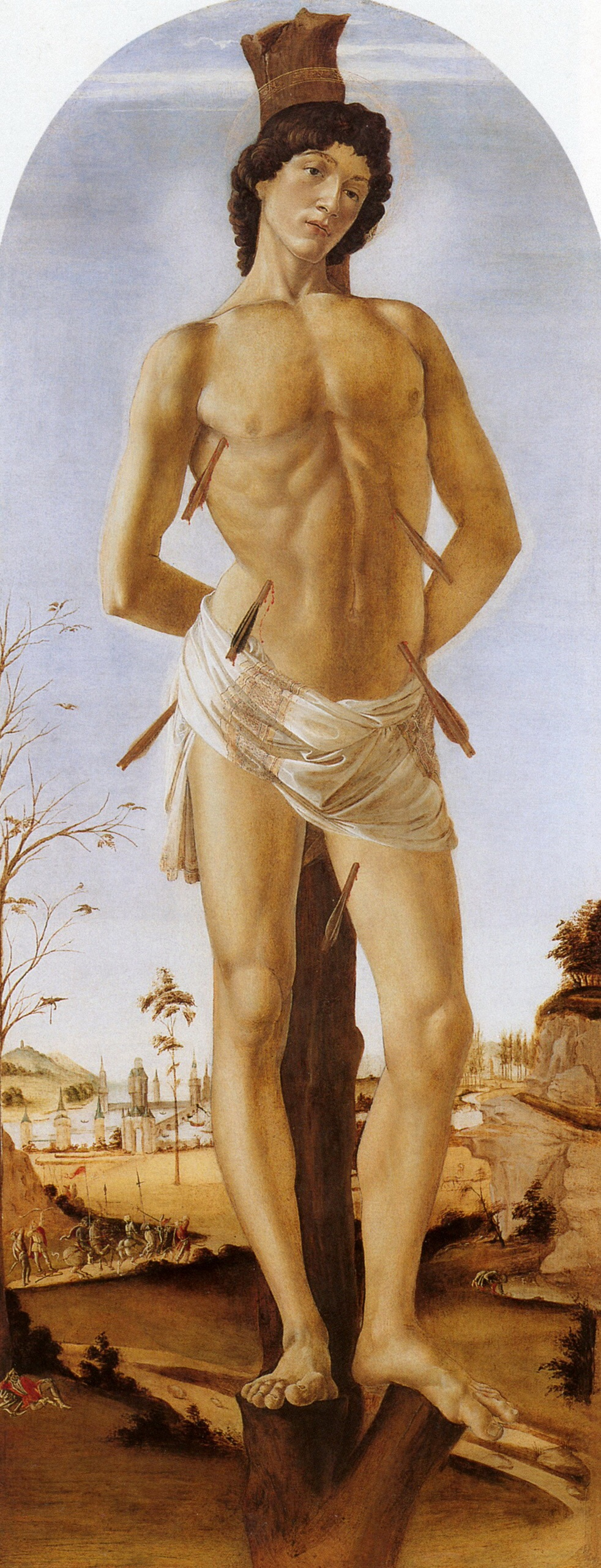
Botticelli
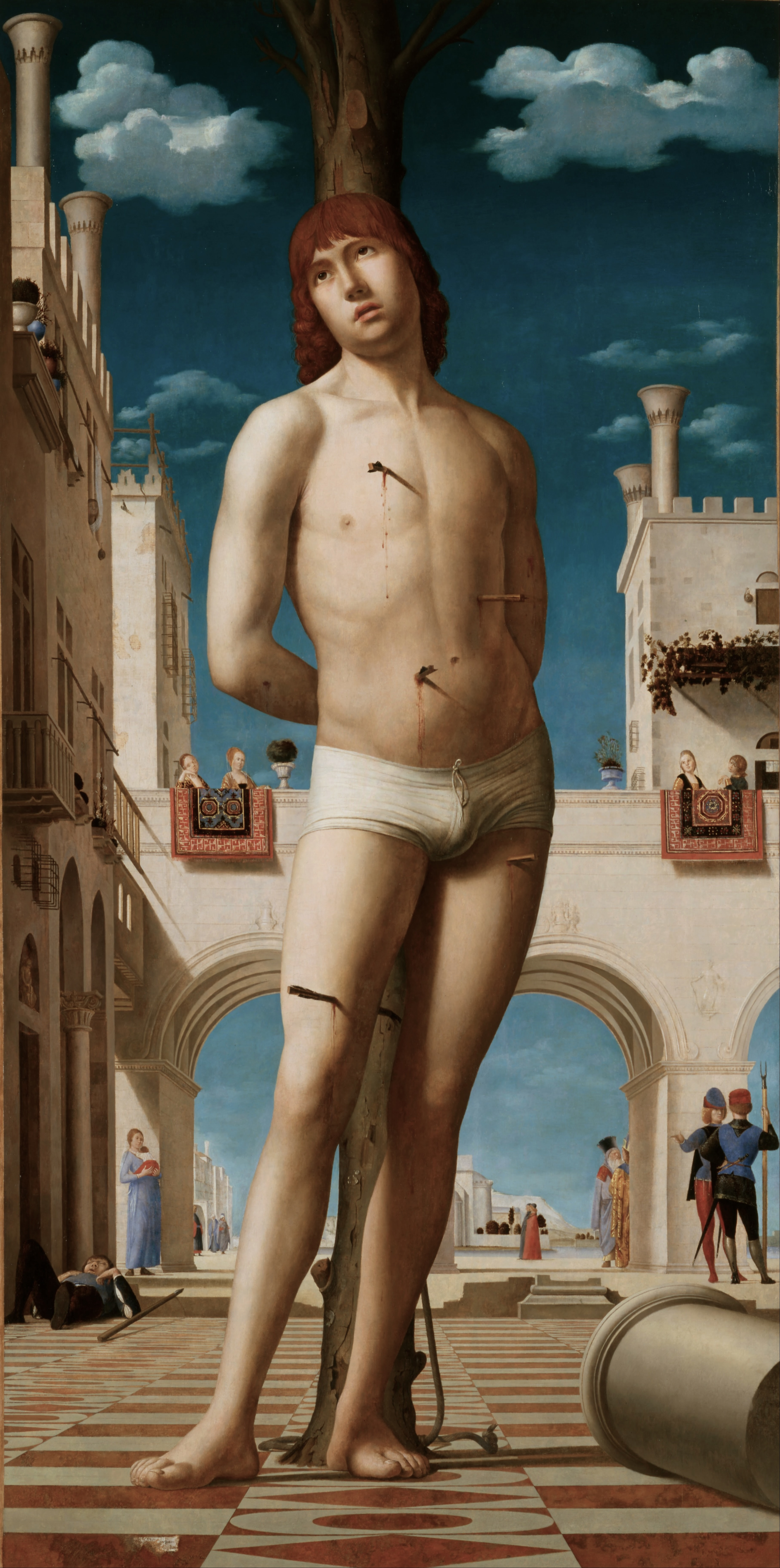
Antonello da Messina
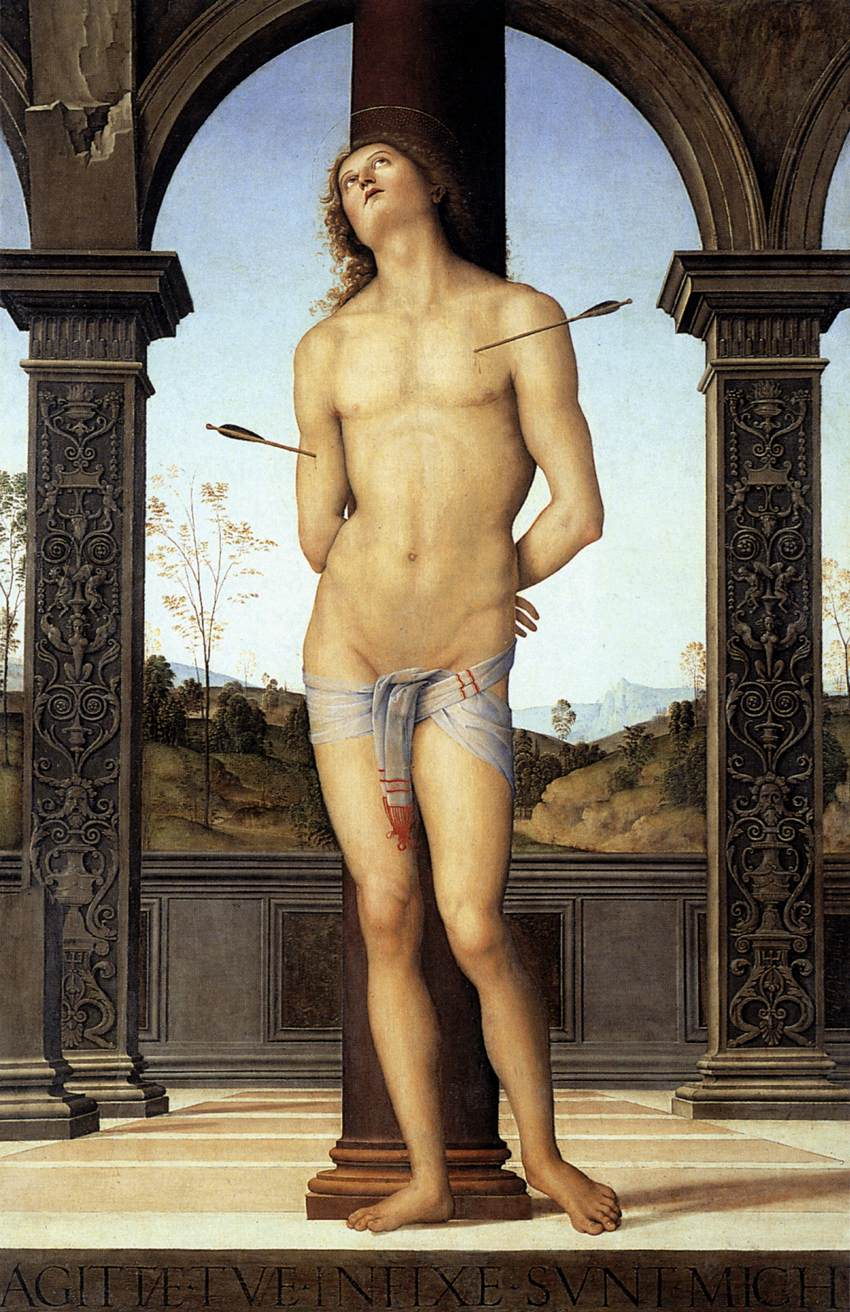
Perugino

### Otro tipo de representaciones
El fotógrafo Carl Fischer realizó la foto "La pasión de Muhammed Ali" para la portada de la revista Esquire de abril de 1968. En la misma, Muhammad Ali, imitando las clásicas imágenes del martirio de San Sebastián, aparece semidesnudo con sus pantalones de boxeador y las manos atrás, atravesado por cinco flechas que le perforan el torso. La imagen representaba la injusticia del Estado estadounidense y la entereza con la que el famoso boxeador negro defendió sus convicciones, cuando fue encarcelado y privado del título mundial que poseía por haberse negado a combatir en la guerra de Vietnam. Actualmente es una de las portadas de revista más emblemática en dicha década.
En 1976, el cineasta británico Derek Jarman recreó la vida y martirio del santo en la película Sebastiane.

## Homoerotismo
Al menos desde el siglo XIX, la figura de San Sebastián ha sido venerada por personas pertenecientes a minorías sexuales.[cita requerida] Escritores homosexuales como Oscar Wilde, Marcel Proust o Yukio Mishima escribieron sobre su vida y martirio, identificándose con su estatus paria. Varias imágenes religiosas que representan a San Sebastián otorgan simbolismo a su físico fuerte, las flechas que penetran en su cuerpo y el semblante de dolor entusiasta, que ha intrigado a artistas durante siglos.